# (5599) 1991 SG1
Az (5599) 1991 SG1 a Naprendszer kisbolygóövében található aszteroida. Ueda és Kaneda fedezte fel 1991. szeptember 29-én.